# عزلة بني جرموز (أمانة العاصمة)

تعديل مصدري - تعديل

عزلة بني جرموز هي إحدى عزل مديرية بني الحارث في محافظة أمانة العاصمة اليمنية، يبلغ تعداد سكانها 9899 نسمة حسب الإحصاء الذي أجري عام 2004.